# Comuna Solonîțea, Kozelșciîna
Solonîțea (în ucraineană Солониця) este o comună în raionul Kozelșciîna, regiunea Poltava, Ucraina, formată din satele Komintern, Nîjnea Jujmanivka, Șevcenkî, Solonîțea (reședința) și Verhnea Jujmanivka.

## Demografie
Componența lingvistică a comunei Solonîțea
     Ucraineană (92,5%)
     Rusă (4,7%)
     Română (1,08%)
     Alte limbi (0,81%)
Conform recensământului din 2001, majoritatea populației comunei Solonîțea era vorbitoare de ucraineană (92,5%), existând în minoritate și vorbitori de rusă (4,7%) și română (1,08%).